# Норазян, Вачаган Николаевич
Вачаган Николаевич Норазян (род. 18 мая 1957, Кисловодск) — советский и украинский художник.

## Биография
В 1979 году окончил Харьковский художественно-промышленный институт; учился у Бориса Косарева, Бориса Колесника, Полины Осначук. В 1981—1993 годах преподавал в этом же институте; среди его учеников — Лариса Георгиевна Захарчук, Николай Тадеушевич Радомский. С 1986 года — член Союза художников Украины.
Работает в области живописи и графики.
Живёт и работает в Харькове.

### Семья
Жена — Евгения Моргулян. Дети — Виктор, Мария.

## Творчество
Работы находятся в фондах Союза художников России и Украины, в фонде Министерства культуры Украины, в Харьковском художественном музее, музее «Зиммерли» (США), Музее современного русского искусства (Джерси-Сити), в Харьковской городской художественной галерее, в частных собраниях Украины, России, США, Германии, Израиля, Франции, Польши, Канады, Югославии, Австрии.
С 1986 года участвует в республиканских, всесоюзных и международных выставках; персональные выставки проходят с 1986 года.
- 1987 Дом художника (Харьков)
- 1988 Галерея «Забо» (Нюрнберг, Германия)
- 1996 «Равновесие» — галерея современного искусства «Вернисаж» (Харьков)
- 1999 «Pink Bridge Art Gallery» (Филадельфия, США)
- 2001 «Путешествие фигуры» — Городская художественная галерея (Харьков)
- 2001 Галерея «М Студия» (Нью-Йорк, США)
- 2001 «Путешествие» — Fine Art Gallery (Калифорния, США)
- 2002 Выставка в Ассоциации Д. Яроша (Холмдейл, штат Нью-Джерси, США)
- 2002 «Цирк моей юности» — «The Lillian Berkley Collection» (Эскондидо, Сан-Диего, США)
- 2004 «Исчезающий пейзаж» — Городская художественная галерея (Харьков)
- 2004 «Disappearing Landscapes» — «The Lillian Berkley Collection» (Эскондидо, Сан-Диего, США)
- 2005 «Нелепое путешествие» — галерея «Art блюз» (Киев)
- 2005 «Фигуры» — «The Lillian Berkley Collection» (Эскондидо, Сан-Диего, США)
- 2005 The Meyer-Munson Gallery (США)
- 2005 Parada Hall (Scottsdale, Аризона, США)
- 2006 The Meyer-Munson Gallery (США)
- 2006 «Персона» — «The Lillian Berkley Collection» (Эскондидо, Сан-Диего, США)
- 2006 «Игра с фигурой» — галерея «Art блюз» (Киев)[3]
- 2006 Ассоциация Д. Яроша (Холмдел, штат Нью-Джерси, США)
- 2007 The Meyer-Munson Gallery (США)
- 2007 «Здесь и Сейчас» — Городская художественная галерея (Харьков)[4]
- 2012 «Неформат» — Муниципальная галерея (Харьков)[5]

### Отзывы
Вачаган Норазян — Мастер и Волшебник, серьёзный, глубокий живописец, тонкий график, мудрый рассказчик. Его творчество завораживает и восхищает.— Пресс-релиз Муниципальной галереи (Харькова)